# Estación Moctezuma
Moctezuma es una estación ferroviaria ubicada en la localidad del mismo nombre, en el partido de Carlos Casares, provincia de Buenos Aires, Argentina. Actualmente utilizada como jardín de infantes

## Historia
Fue inaugurada en 1911 por la Compañía General de Ferrocarriles en la Provincia de Buenos Aires. Sus servicios cesaron en 1961 a causa del Plan Larkin.